# John Heysham Gibbon

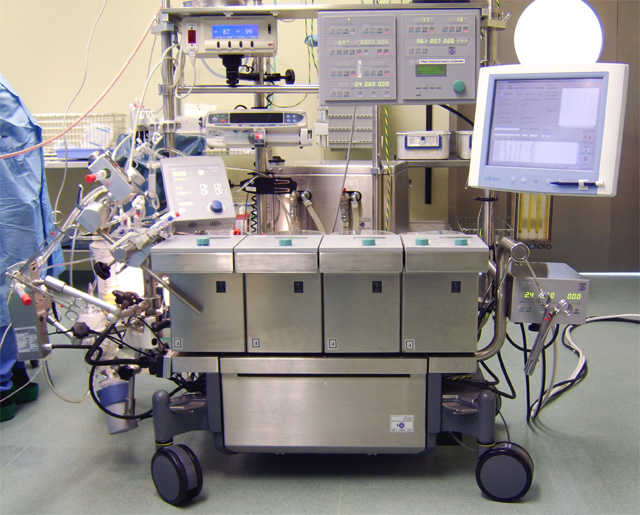
Máquina corazón pulmón.

John Heysham Gibbon (29 de septiembre de 1903-5 de febrero de 1973) fue un cirujano estadounidense conocido por inventar el corazón-pulmón artificial y realizar cirugías posteriores a corazón abierto que revolucionaron la cirugía cardíaca en el siglo XX. 

## Primeros años y educación
Gibbon nació en Filadelfia, Pensilvania, el 29 de septiembre de 1903. Su padre era cirujano en el Hospital de Pensilvania y en el Hospital de la Facultad de Medicina de Jefferson. Gibbon fue el segundo de cuatro hijos. Ingresó a la Universidad de Princeton a los 16 años y se graduó  en 1923. Posteriormente estudió Medicina en el Jefferson Medical College de Filadelfia y recibió un doctorado en Medicina en 1927. Completó su formación como interno en el Hospital de Pensilvania entre 1927 y 1929.

## Investigación e invención de la máquina corazón-pulmón
Obtuvo una beca de investigación en cirugía en la Escuela de Medicina de Harvard con Edward Delos Churchill en 1930-1931 y 1933-1934 y fue cirujano asistente entre 1931 y 1942 en el Hospital de Pensilvania y el Hospital Bryn Mawr. Fue durante su beca de investigación en Harvard en 1931 cuando tuvo por primera vez la idea de desarrollar una máquina que sirviera de corazón-pulmón artificial: un paciente había desarrollado una embolia pulmonar masiva después de una colecistectomía  a la que no sobrevivió. Gibbon pensaba que una máquina capaz de oxigenar la sangre venosa para después devolverla al sistema arterial le habría salvado la vida. Desarrolló la máquina experimentando con gatos en Harvard y en la Universidad de Pensilvania. En 1937 publicó que había logrado mantener la función cardiorrespiratoria de los gatos durante casi cuatro horas.
Durante la Segunda Guerra Mundial, fue cirujano de campaña en el sudeste asiático. Alcanzó el rango de Teniente Coronel y se convirtió en jefe de cirugía en el Hospital General de Mayo. Continuó su investigación a su regreso y el 6 de mayo de 1953 pudo realizar con éxito el primer procedimiento a corazón abierto, el cierre de una comunicación interauricular, en un paciente de 18 años utilizando un baipás cardiopulmonar total. El paciente vivió más de 30 años tras la operación. Por este logro, recibió el Premio Lasker en 1968 y el Premio Internacional de la Fundación Gairdner en 1960.

## Carrera profesional
Después de la guerra, fue nombrado profesor asistente en la Universidad de Pensilvania en 1945, antes de aceptar el título de Profesor de Cirugía y Director de Investigación Quirúrgica en el Jefferson Medical College. En 1956 fue Catedrático de Cirugía y Jefe de Cirugía del Jefferson Medical College y el hospital universitario. Se retiró en 1967 y murió de un infarto tras un partido de tenis en 1973. Sus artículos están depositados en la Biblioteca Nacional de Medicina en Bethesda, Maryland.

## Vida privada
Se casó con Mary Hopkinson, hija del pintor Charles Hopkinson. Su esposa le asistió en el desarrollo de la máquina corazón-pulmón. Tuvieron cuatro hijos: Mary, John, Alice y Marjorie. Después de su carrera quirúrgica, se retiró en Lynnfield Farm en Media, PA, donde se dedicó a sus pasatiempos: la pintura y la poesía.

## Títulos y logros
- Presidente de la Asociación Americana de Cirugía - 1954.
- Presidente de la Asociación Americana de Cirujanos Torácicos - 1960-1961.
- Presidente de la Sociedad de Cirugía Vascular - 1964-65.
- Miembro de la Academia Nacional de Ciencias - 1972.
- Presidente de Annals of Surgery - 1947-57.

## Premios
- Premio Internacional de la Fundación Gairdner - 1960.
- Premio Lasker en investigación clínica - 1968.
- Premio Dickson - 1973.